# Nuclei per il potere del proletario armato
I Nuclei per il Potere Proletario Armato, conosciuti anche come Potere Proletario Armato o Nuclei per il potere del proletario armato, furono un'organizzazione terroristica di tipo comunista legata a Prima Linea e poi alle Brigate Rosse di Roma, fondata a Roma nel 1982.

## Idee ed azioni
L'organizzazione nacque nel dicembre del 1982 sulle ceneri del gruppo Pantere Rosse, restando però un braccio armato delle Brigate Rosse, e aveva come obbiettivo il sistema carcerario, colpevole, a loro dire, di essere uno strumento repressivo e funzionale al potere della borghesia, nel reprimere la lotta di classe, e contrario però alla rivoluzione proletaria.
Alla fine del 1982 realizzarono alcuni attentati incendiari contro il carcere di Rebibbia, per poi ferire nello stesso anno, il 3 dicembre 1982, la dottoressa Giuseppina Galfo, medico della sezione femminile dello stesso istituto e nel 1983 si resero responsabili del rapimento e uccisione della guardia carceraria Germana Stefanini.

## La fine
Con la fallita rapina all'ufficio postale del quartiere Ardeatino gli esponenti del gruppo vennero arrestati e l'organizzazione sciolta.